# Counamama
De Counamama is een rivier van Frans-Guyana in de gemeente Iracoubo. De rivier heeft zijn bron in de heuvels in het zuiden van de gemeente. In het moerasgebied aan de kust stroomt de rivier samen met de Iracoubo om vervolgens 5 kilometer later de Atlantische Oceaan te bereiken. De Counamama is 106 kilometer lang.
De Counamama werd in 1598 voor het eerst verkend door het Nederlandse schip De Zeeridder met aan boord Abraham Cabeliau als commies. In 1798, na de Franse Revolutie, werden Franse priesters die weigerden de eed aan de republiek af te leggen, naar Kamp Counamama aan de rivier gedeporteerd waar velen zijn overleden. In het kustgebied stroomt de rivier door het natuurgebied Crique et Pripri Yiyi.